# Horemebe
Horemebe (1319 a.C. – 1292 a.C.), foi o último faraó da XVIII Dinastia do Antigo Egito. Pertence ao grupo real de Amarna.

## Biografia
Nasceu na cidade de Alabastrônpolis, e é provável que tenha desempenhado uma função militar importante no norte do país (Baixo Egito), durante o reinado de Aquenáton, juntamente com o vice-rei Iancamu, mencionado nas Tábuas de Tell el-Amarna. Nessa época, construiu para si um túmulo na necrópole de Sacará. Sob Tutancâmon deve ter sido o verdadeiro poder do reino, e não é improvável que Aí devesse a ele sua elevação ao trono.
Na inscrição que mandou erigir, posteriormente, em Tebas, para comemorar sua coroação, lê-se que lhe fora dada (talvez por Tut-Ank-Amon) a função de "administrar as leis das Duas Terras, como príncipe hereditário".
Horemebe  representava a ortodoxia e seu governo não deu continuidade ao legado espiritual do faraó Aquenáton, o qual tentava implantar a crença no Deus único e de que todos os homens eram irmãos, tarefa que foi ferozmente sabotada sacerdotes tebanos de Amom. Além disso, cuidou de restabelecer a ordem no país, bastante comprometida após anos de perturbação por questões religiosas. Seu "regulamento penal", redigido de forma prosaica, aplica o mesmo castigo para um 
grande número de delitos, sendo o mais usual cortar o nariz do malfeitor e exilá-lo em uma região desértica
Segundo os registro do Papiro de Mes, seu reinado foi de longa duração, ainda que um homem que já era comandante militar do Norte, sob Aquenáton, dificilmente ainda estaria vivo sessenta anos após o reinado de Aí, como sugere o papiro. O mais provável é que Horemebe tenha ignorado os tempos do "adorador do disco solar" e seus sucessores, passando a contar seu reinado a partir da morte de Amenófis III. Isso parece estar confirmado nas listas oficiais de Seti I, em Abidos, onde Aquenáton não é referido como um faraó, mas como um "demônio".
Horemebe morreu sem deixar herdeiros, sendo sucedido pelo fundador da XIX Dinastia, Ramessés I.

## Horemebe no Cinema
- The Egyptian, filme estadunidense de 1954.